# 鮑息
鲍息（？—？），姒姓，鲍氏，鮑叔牙的後代，鮑國的玄孫、鮑牧之子。中國春秋時期齊國的大夫。
前487年，齊悼公用計騙鮑牧自願流放至潞地，在那裏誅殺他。悼公誅殺鮑牧後，立其子鮑息為大夫，以存鮑叔牙之祀。
前485年，鮑息與悼公有殺父之仇，田成子田常唆使鮑息弒殺齊悼公，立其子公子壬為國君，是為齊簡公。
前484年，在吳國討伐齊國前，吳王夫差聽信為伯嚭所讒，而不聽伍子胥「聯齊抗越」的主張。伍子胥趁便出使齊國時，將兒子託付於鮑息，改為王孫氏。艾陵之戰結束回吳國後，夫差知道此事，贈劍賜伍子胥自盡。
前481年，田常弒殺簡公和闞止，立簡公弟姜驁為齊平公。五年後，齊國國政皆歸田常主理。田常於是盡誅鮑氏、晏氏及公族之強者。